# Adelocaryum nebulicola
Adelocaryum nebulicola är en strävbladig växtart som beskrevs av Robert Reid Mill. Adelocaryum nebulicola ingår i släktet Adelocaryum och familjen strävbladiga växter. Inga underarter finns listade i Catalogue of Life.